# Buday János
Buday vagy Budai János (14. század – Esztergom, 1427. február 4.) kanonok, főesperes.
1393-ban esztergomi kanonok, majd 1397-ben barsi főesperes lett. Ő alapította meg a Collegium Christi pauperum scholariumot, amely számára négy budai háza jövedelmét adományozta.
Rationaleja ismeretes, mely így végződik:
Anno Domini 1406. die 17. mensis apr. completus est iste liber Rationalis ad gloriam Dei et mandatum Domini Magistri Joannis de Buda Canonici Ecclesiae Strigoniensis et A. Diaconi Borsiensis.